# Соррелл, Джон
Джон Артур Соррелл (англ. John Arthur Sorrell; 16 января 1906, Норт-Дандас — 30 ноября 1984, Индианаполис) — канадский хоккеист, игравший на позиции левого нападающего; двукратный обладатель Кубка Стэнли в составе «Детройт Ред Уингз» (1936, 1937).

## Биография

### Игровая карьера
Поиграв на молодёжном уровне за три разные команды, в ноябре 1930 года присоединился к клубу НХЛ «Детройт Фалконс». В составе этой команды он отыграл более семи сезонов, зарабатывая в каждом сезоне более 20 очков и став важной частью, которая в 1936 и 1937 годах завоевала два Кубка Стэнли подряд.
13 февраля 1938 года был обменян в «Нью-Йорк Американс», за который отыграл три с половиной сезона, играя также за фарм-клуб «Спрингфилд Индианс»
Покинув НХЛ, в дальнейшем он играл за «Херши Беарс» (1941—1943) и «Индианаполис Кэпиталз» (1943—1945), в котором завершил карьеру по окончании сезона 1944/45 в возрасте 38 лет.

### Тренерская карьера
С 1945 по 1946 год работал главным тренером «Индианаполис Кэпиталз».

### Смерть
Скончался 30 ноября 1984 года в Индианаполисе в возрасте 78 лет от сердечного приступа.